# Фенченко, Владимир Алексеевич
Владимир Алексеевич Фенченко  — советский и российский режиссёр, педагог, сценарист,
актёр, член Союза Кинематографистов РФ с 1990 года.

## Биография
Владимир Фенченко родился 11 апреля 1946 года в Московской области в семье военного. Дошкольное детство провел в военных городках Грузии — в Тбилиси и Кутаиси. В 1953 году семья вернулась в Подмосковье, где он жил до поступления в МВТУ им. Баумана.
В 1970 году окончил приборостроительный факультет МВТУ им. Баумана. Но уже к тому времени был буквально заражён кинематографом. В 1965 году участвовал в воссоздании киностудии ВГИКа. С конца 1960-х являлся зам. председателя Московского киноклуба «Экран».
В 1975 году поступил во ВГИК, в мастерскую  Бориса Альтшулера, завершил обучение в 1980-м. Его дипломный фильм о жизни ВГИКа «Сами о себе» (в соавторстве с В. Хлусовым) подвергся цензуре со стороны руководства института, был сокращён и перемонтирован без участия авторов и не существует в авторской версии.
Ещё до учёбы во ВГИКе, в 1970 году, состоялось его знакомство с польским кинорежиссёром Кшиштофом Занусси, которое в значительной степени повлияло на его мировоззрение и послужило мотивом для изучения польского языка. Впоследствии являлся переводчиком ряда статей, интервью и книг К. Занусси («Телевизионные киноновеллы», «Пора умирать»), интервью с А. Вайдой и других работ, опубликованных в том числе в журнале «Искусство кино».
За время работы в кинематографе снял около тридцати документальных, научно-популярных и музыкальных фильмов, фильм-спектакль по сценической постановке К. Занусси, а также ряд телевизионных передач.  В 1987-93 годах работал режиссёром редакции сатиры и юмора Центрального радио.
В 1994 году, приняв предложение кинорежиссёра  Владимира Хотиненко, приступил к преподаванию в его мастерской и с этого времени полностью посвятил себя педагогической деятельности и участию в реформировании и обновлении учебной программы по :монтажу и режиссуре. При разработке концепции программы опирался в том числе на теорию П. Я. Гальперина о поэтапном формировании умственных действий.
Является преподавателем и руководителем мастерских режиссёров игрового кино во ВГИКе и на ВКСР, работая совместно с Владимиром Хотиненко,  Павлом Финном, Денисом Родиминым, Андреем Эшпаем, Сергеем Мирошниченко, Александром Коттом и Владимиром Коттом , в прошлом — с  Кареном Шахназаровым, Леонидом Гуревичем.  Преподавал также в Независимой школе кино и телевидения «Интерньюс» совместно с Мариной Разбежкиной. Доцент.

## Фильмография
• 1977 — «Охрана хищных
птиц» — документальный — сорежиссёр, соавтор сценария
• 1978 — «Свет и тень» -
документальный, музыкальный — сорежиссёр, соавтор сценария
• 1978 — «Трудовые ритмы
Тырныауза» — документальный — режиссёр, автор сценария
 • 1979 — «Сами о себе»
— документальный — сорежиссёр, соавтор
сценария
 • 1980 — «Котёл» — документальный — режиссёр, автор сценария 
 • 1982 — «Обслуживание ж/д
составов» — документальный — режиссёр
 • 1983 — «60 лет на службе
электрификации» — научно-популярный — режиссёр
 • 1984 — «Время идёт с
нами в строю» — музыкальный — режиссёр
• 1984 — «М. И. Глинка.
Романсы» — музыкальный — режиссёр
• 1985 — «Проводы русской
зимы. Масленица» — музыкальный — режиссёр
 • 1985 — «В победном
зареве салюта. Ледовая фантазия» — музыкальный — режиссёр
• 1986 — «Жар-птица из края
берёз» — документальный — режиссёр
 • 1986 — «Величества ради
и мелкого письма» — документальный — режиссёр
• 1986 — «Будущим родам на
посмотренье» — документальный — режиссёр
• 1986 — «Первый из
алмазов» — документальный — автор сценария
 • 1986 — «Наталья Гутман.
Фрагменты сезона» — музыкальный, документальный — режиссёр
• 1886 — «М. П. Мусоргский.
Романсы и песни» — музыкальный — режиссёр
 • 1987 — «Рейн Раннап.
Импровизация и канон» — музыкальный, документальный — режиссёр 
 • 1987 — «Монолог о
русской песне» — музыкальный — режиссёр
 • 1988 — «Род стекла,
краскою напоённого» — документальный — режиссёр 
 • 1989 — «Сочиняли прямо
от руки» — документальный — режиссёр
 • 1989 — «Остановив навеки жаркий луч» — документальный — сорежиссёр 
• 1990 — «Мстёра» -
документальный — режиссёр
 • 1990 — «Скопа и другие
птицы и звери» — документальный — сорежиссёр
 • 1990 — «Minimo» — музыкальный — режиссёр, автор сценария
• 1991 — «Чёрный конь,
белая грива» — документальный — сорежиссёр
 • 1992 — «Аншлаг» -
режиссёр ТВ-программы
 • 1993 — «Игры женщин» -
фильм-спектакль — режиссёр
 • 1997 — «Танцы в петле» -
игровой, документальный — сорежиссёр, соавтор сценария

## Актерские работы
• 1980 — «Лихорадка» (реж.
А. Холланд, Польша) — офицер
 • 1988 — «Дорогое удовольствие» (реж. Л. Марягин) — композитор
 • 2003 — «Москва.
Центральный округ» (I сезон) (реж. В. Шевельков) — пожилой
хиппи 
 • 2006 — «Живой» (реж. А.
Велединский) — призрак (эпизод)
 • 2008 — «Очень русский детектив» (реж. К. Папакуль) — бармен
 • 2009 — «Иван Грозный» (сериал, 1
серия) (реж. А. Эшпай) — ведун
 • 2011 — «Раскол» (сериал, 4 серия)
(реж. Н. Досталь) — старец 
 • 2014 — «Умник» (сериал, 1
серия) (реж. Е.
Кузнецова) — учитель
 • 2018 — «Папа, сдохни» (реж. К.
Соколов) — рассказчик-повествователь (озв.)

## Семья
Жена: Марина Анатольевна
Сухинина
Дочь: Анна Владимировна
Фенченко — кинорежиссёр, педагог